# Rosa per l’Italia
Das Movimento Federativo Civico Popolare (deutsch: Föderative Bürger- und Volksbewegung), oft auch Rosa per l’Italia oder Rosa Bianca (deutsch: Rose für Italien beziehungsweise Weiße Rose), ist eine christdemokratische Bewegung der italienischen Mitte, mit dem Motto „Freiheit und Solidarität“. Sie entstand aus der Abspaltung einer Fraktion um Bruno Tabacci und Mario Baccini von der Zentrumspartei Unione dei Democratici Cristiani e Democratici di Centro (UDC) von Pier Ferdinando Casini am 8. Februar 2008.
Die Gründung der Volksbewegung geht nach Angaben der Gründungsmitglieder auf die Weigerung des Vorsitzenden der UDC Casini zurück, sich dem Bipolarismus in der italienischen Parteilandschaft zu entziehen und eine neue Kraft in der politischen Mitte zu schaffen.
Baccini und Tabacci kritisieren mit der Abspaltung den praktischen Wiedereintritt der UDC in das Mitte-rechts-Parteienbündnis Casa delle Libertà und die De-facto-Anerkennung des Multimilliardärs Silvio Berlusconi als Vorsitzenden des Bündnisses. In einem Interview des Fernsehprogramms Unomattina des staatlichen Senders Rai Uno kündigte Mario Baccini an, dass sich die Rosa per l’Italia als unabhängige Partei bei den Parlamentswahlen 2008 stellen werde, doch wenige Tage später gab er bekannt, dass die Tendenz der Bewegung in Richtung Mitte-rechts-Bündnis gehen werde.
Am 12. Februar 2008 stellte die Parteispitze, der sich auch der ehemalige Vorsitzende der Gewerkschaft CISL Savino Pezzotta angeschlossen hatte, das offizielle Parteisymbol vor: eine weiße Rose mit Stiel und zwei Blättern über dem Schriftzug „Libertà e Solidarietà“ (deutsch: Freiheit und Solidarität) auf blauem Grund.
Zur Führungsspitze gehören außerdem der ehemalige Bürgermeister von Parma Elvio Ubaldi, als stellvertretender Vorsitzender (Vicesegretario), sowie der ehemalige Präsident des Banco di Roma und Politiker der Democrazia Cristiana Pellegrino Capaldo als Präsident des ethischen Komitees, mit der Aufsicht über die Parteifinanzen. Der Rosa per l’Italia schloss sich vor den Wahlen 2008 die Bewegung Italia Popolare - Movimento per l’Europa von Gerardo Bianco und Alberto Monticone an. Auch die beiden Europarlamentarier Gianni Rivera und Beniamino Donnici gehören der neuen Formation an.
Am 28. Februar 2008 fand die Partei zu einem Konsens mit der UDC über die Aufstellung einer Einheitsliste des Zentrums unter der Führung Casinis. Das Parteienbündnis stellte sich mit dem Namen Unione di Centro zur Wahl. Aufgrund dieser Entscheidung, sowie aufgrund verschiedener Kandidaturstreitigkeiten, verließen am 11. März 2008 Gerardo Bianco, Alberto Monticone und Gianni Rivera die Rosa per l'Italia.